# Zeče pri Bučah
Zeče pri Bučah so naselje v Občini Kozje.